# Kenny Jönsson
Per Anders Kenny Jönsson, född 6 oktober 1974 i Ängelholm, är en svensk före detta professionell ishockeyspelare. Hans äldre bror Jörgen Jönsson är också före detta ishockeyspelare.
Idag jobbar han som brandman i Ängelholm, och är även involverad i Skånes TV-puckorganisation.

## Spelarkarriär
Jönsson växte upp i Ängelholm och debuterade i Rögle BK 1991. I Rögle bildade han backpar med Kari Eloranta, och spelade upp sin moderklubb i Elitserien. Tre år senare blev Jönsson proffs i NHL-laget Toronto Maple Leafs, som draftade honom som 12:e spelare i den första rundan 1993. Efter en lång och framgångsrik karriär i NHL, där Jönsson också representerade New York Islanders (bland annat som lagkapten 1999-2000), valde backjätten 2005 att flytta hem till Ängelholm. Sedan dess representerade han sin moderklubb Rögle, som spelat mesta tiden i den svenska andraligan, Hockeyallsvenskan. Efter tolv år utanför högsta divisionen lyckades klubben med att åter ta sig upp till Elitserien 2008–09, och den säsongen blev den sista i lagkapten Kenny Jönssons karriär.
Rögle har numera pensionerat Jönssons tröjnummer 19 på sin Wall of Fame, vilket innebär att ingen spelare får använda detta tröjnummer. Även New York Islanders har hedrat Jönsson, genom att 2012 väja in honom i klubbens Hall of Fame. Däremot har klubben inte pensionerat nummer 29, vilket var hans tröjnummer i klubben.
Jönsson var en mycket rutinerad spelare, alltid laglojal, och brukade som sin bror alltid tacka ja till spel i landslaget. Han är en av bara tre svenskar som vunnit två OS-guld i ishockey, 1994 i Lillehammer och 2006 i Turin. De andra två som lyckats med den bedriften är hans bror, Jörgen Jönsson, och Peter Forsberg. 
Jönssons deltagande i OS i Turin blev en succé, och han blev vald till turneringens bästa back. Efter turneringen haglade anbuden från olika klubbar i NHL, men Jönsson värderade familjelivet och företaget högre och tackade nej till NHL. Senare samma säsong vann Tre Kronor även VM-guld, och han  blev - jämte Henrik Zetterberg, Mikael Samuelsson, Jörgen Jönsson, Ronnie Sundin, Niklas Kronwall, Mika Hannula och Stefan Liv - de första och hittills enda spelarna att vinna OS-guld och VM-guld samma säsong. Jönsson var även lagkapten i landslaget under VM i ishockey 2006 eftersom den ordinarie kaptenen, brodern Jörgen, var skadad. Särskilt anmärkningsvärt är att Kenny Jönsson spelade VM-finalen trots ett brutet revben och inre blödningar.
2006 belönades han med utmärkelsen Guldpucken, samt Sydsvenska Dagbladets pris Skånebragden.
Säsongen 2007/08 fick Jönsson som första spelare utanför Elitserien priset Rinkens riddare, som delades ut av Ishockeyjournalisternas Kamratförening och Reebok/Jofa. Juryns motivering var:
Med sin pondus, lojala inställning och enormt fina uppträdande har Kenny Jönsson lyckats med sitt livs mål, nämligen att föra moderklubben Rögle BK till Elitserien igen. Att han är lagkapten i Tre Kronor och Rögle, dessutom varit det i NHL, säger egentligen allt.
Efter säsongen 2008–09, som slutade med VM-brons för Tre Kronor, tog han beslutet att - liksom sin bror - sluta med ishockeyn. Via en intervju i Helsingborgs Dagblad meddelade Jönsson den 18 juni 2009 att han lägger av med ishockeyn.
Säsongen 2010/2011 var Kenny Jönsson assisterande tränare för Rögle.

## Meriter
- Landskamper: 136 A, 4 B, 38 J
- TV-Pucken 1989
- J 18 EM-silver 1992
- J 20 VM-silver 1993, 1994
- Bästa back J-VM 1994
- All-Star team J-VM 1993, 1994
- Årets junior 1993/1994
- Årets rookie 1992/1993
- NHL All-Rookie Team 1994/1995
- All-Star match NHL 1998/1999
- OS-Guld 1994, 2006
- OS bästa back 2006
- VM-Guld 2006
- VM-Brons 1994
- Guldpucken 2006
- Skånebragden 2006
- Stora Grabbars Märke nummer 163
- Rinkens riddare 2007/2008
- VM-brons 2009
- All-Star team VM 2009

## Statistik

### Klubbkarriär
| 1991–92            | Rögle BK               | Division I         | 30  | 4  | 11  | 15  | 24  | –  | – | –  | –  | –  |
| 1992–93            | Rögle BK               | Elitserien         | 39  | 3  | 10  | 13  | 42  | –  | – | –  | –  | –  |
| 1993–94            | Rögle BK               | Elitserien         | 36  | 4  | 13  | 17  | 40  | 3  | 1 | 1  | 2  | 2  |
| 1994–95            | Rögle BK               | Elitserien         | 8   | 3  | 1   | 4   | 20  | –  | – | –  | –  | –  |
| 1994–95            | St. John's Maple Leafs | AHL                | 10  | 2  | 5   | 7   | 2   | –  | – | –  | –  | –  |
| 1994–95            | Toronto Maple Leafs    | NHL                | 39  | 2  | 7   | 9   | 16  | 4  | 0 | 0  | 0  | 0  |
| 1995–96            | Toronto Maple Leafs    | NHL                | 50  | 4  | 22  | 26  | 22  | –  | – | –  | –  | –  |
| 1995–96            | New York Islanders     | NHL                | 16  | 0  | 4   | 4   | 10  | –  | – | –  | –  | –  |
| 1996–97            | New York Islanders     | NHL                | 81  | 3  | 18  | 21  | 24  | –  | – | –  | –  | –  |
| 1997–98            | New York Islanders     | NHL                | 81  | 14 | 26  | 40  | 58  | –  | – | –  | –  | –  |
| 1998–99            | New York Islanders     | NHL                | 63  | 8  | 18  | 26  | 34  | –  | – | –  | –  | –  |
| 1999–00            | New York Islanders     | NHL                | 65  | 1  | 24  | 25  | 32  | –  | – | –  | –  | –  |
| 2000–01            | New York Islanders     | NHL                | 65  | 8  | 21  | 29  | 30  | –  | – | –  | –  | –  |
| 2001–02            | New York Islanders     | NHL                | 76  | 10 | 22  | 32  | 26  | 5  | 1 | 2  | 3  | 4  |
| 2002–03            | New York Islanders     | NHL                | 71  | 8  | 18  | 26  | 24  | 5  | 0 | 1  | 1  | 0  |
| 2003–04            | New York Islanders     | NHL                | 79  | 5  | 24  | 29  | 22  | 5  | 0 | 0  | 0  | 2  |
| 2004–05            | Rögle BK               | Allsvenskan        | 11  | 3  | 7   | 10  | 12  | 2  | 0 | 0  | 0  | 2  |
| 2005–06            | Rögle BK               | Allsvenskan        | 29  | 6  | 12  | 18  | 55  | 8  | 2 | 3  | 5  | 18 |
| 2006–07            | Rögle BK               | Allsvenskan        | 14  | 4  | 17  | 21  | 12  | 10 | 1 | 2  | 3  | 8  |
| 2007–08            | Rögle BK               | Allsvenskan        | 34  | 12 | 28  | 40  | 26  | 9  | 3 | 9  | 12 | 0  |
| 2008–09            | Rögle BK               | Elitserien         | 47  | 6  | 24  | 30  | 26  | 10 | 1 | 4  | 5  | 14 |
| Allsvenskan totalt | Allsvenskan totalt     | Allsvenskan totalt | 88  | 25 | 64  | 89  | 105 | 39 | 7 | 18 | 25 | 32 |
| Elitserien totalt  | Elitserien totalt      | Elitserien totalt  | 130 | 16 | 48  | 64  | 128 | 3  | 1 | 1  | 2  | 2  |
| NHL totalt         | NHL totalt             | NHL totalt         | 686 | 63 | 204 | 267 | 298 | 19 | 1 | 3  | 4  | 6  |

## Klubbar
- New York Islanders 1996-2004
- Toronto Maple Leafs 1994-1996
- St. John's Maple Leafs 1994–95
- Rögle BK 1991-1994, 2005-2009